# 2006 en Inde
Chronologie de l'Inde
- 2002
- 2003
- 2004
- 2005
- 2006
- 2007
- 2008
- 2009
- 2010

Cette page concerne les évènements survenus en 2006 en Inde :

## Évènement
- Foyer H5N1 en Inde (en)
- 5 avril : Émeutes d'Aligarh (en)
- 12 juin : Massacre de Kulgam (en)
- 10 juillet : Lancement du satellite INSAT-4C (en).
- 11 juillet : Attentats de Bombay
- 29 septembre : Massacre de Khairlanji (en)
- 22 novembre : Incendie d'une usine de cuir à Calcutta (en)

## Cinéma
- Nandi Awards de 2006 (en)
- 25 février : 51e cérémonie des Filmfare Awards
- 17 juin : 7e cérémonie des International Indian Film Academy Awards à Dubaï.

### Sorties de films
- Alag
- Apaharan
- Apna Sapna Money Money
- Baabul
- Banaras - A Mystic Love Story
- Being Cyrus
- Darna Zaroori Hai
- Darwaza Bandh Rakho
- Dhoom 2
- Don : La Chasse à l'homme
- Dor
- E
- Fanaa
- Gangster: A Love Story
- I See You
- Jaan-E-Mann
- June R
- Kabhi Alvida Naa Kehna
- Kedi
- Krrish
- Lage Raho Munna Bhai
- La Vallée des fleurs
- Malamaal Weekly
- Mere Jeevan Saathi
- Omkara
- Rang De Basanti
- The Fall
- Tom, Dick, and Harry
- Umrao Jaan
- Varalaru
- Vivah
- Zinda

## Littérature
- Loin de Chandigarh de Tarun Tejpal
- Racists (en) de Kunal Basu (en)

## Sport
- Championnats du monde de boxe amateur femmes, à New Delhi
- Championnat d'Inde de football 2005-2006
- Championnat d'Inde de football 2006-2007
- Qatar Airways Challenge
- Tournoi de tennis d'Inde (WTA 2006)
- Tournoi de tennis de Bombay (ATP 2006)
- Tournoi de tennis de Madras (ATP 2006)
- Tournoi de tennis de Bangalore (WTA 2006)
- Trophée des champions de l'ICC
- Participation de l'Inde aux Jeux olympiques d'hiver de Turin.

## Naissance
- Sara Arjun (en), actrice.

## Décès
- Nadira
- Vijay Raghunath Pandharipande (en), physicien.
- Kuljeet Randhawa (en), mannequin et actrice.